# Hoofdrailnet

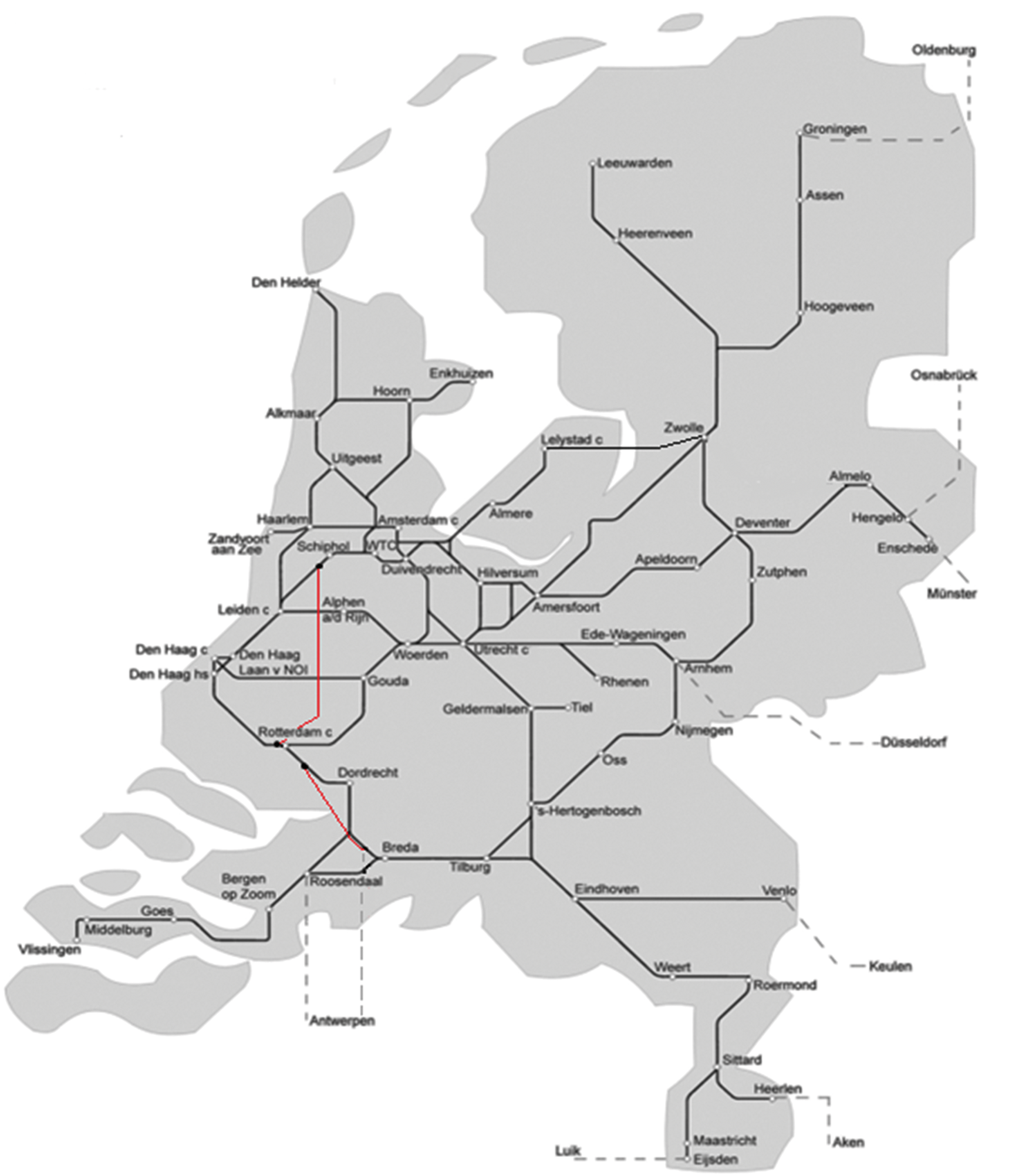
Kaart van het Nederlandse hoofdrailnet van 2015.

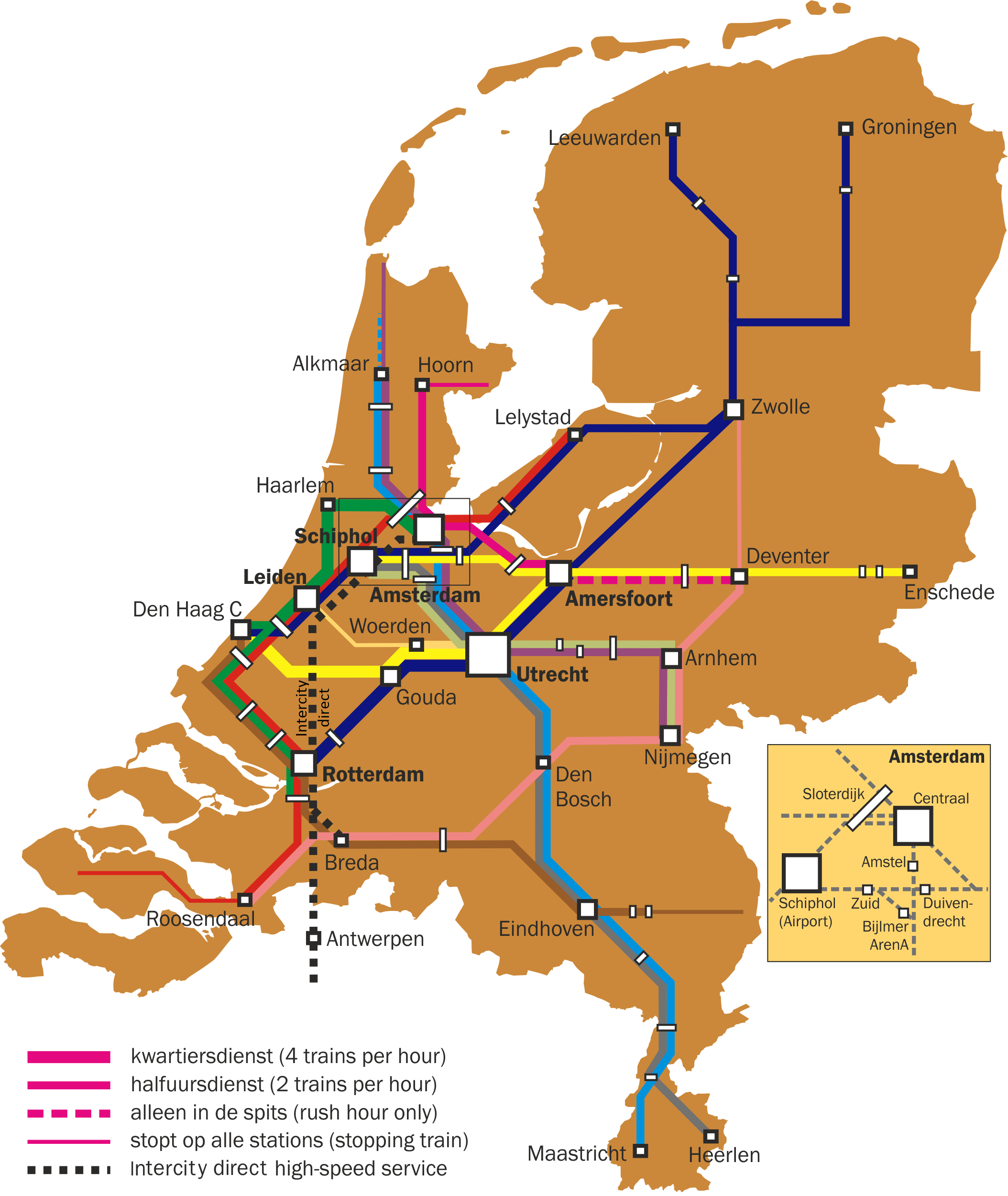
Intercityroutes zoals die golden volgens de dienstregeling 2016 in Nederland.

Het hoofdrailnet (HRN), vroeger ook wel aangeduid als het kernnet, is het spoornet waarop Nederlandse Spoorwegen (NS) tot 2033 behoudens uitzonderingen het alleenrecht heeft voor het rijden van reizigerstreinen. Het Besluit hoofdrailnet definieert het hoofdrailnet door middel van een schematische kaart.

## Lijnen
Het hoofdrailnet omvat de trajecten waarop binnenlandse intercity's rijden en die tevens onderdeel zijn van langeafstandsverbindingen in het spoorboekje (tabellen A t/m H en vanaf 1 januari 2015 ook 119). Aanvullend behoren ertoe:
- Lijnen die geen onderdeel zijn van een langeafstandsverbinding en waar bovendien geen intercity's rijden:
  - Baarn - Den Dolder
  - Maarn - Rhenen
  - Geldermalsen - Tiel
  - Haarlem - Zandvoort
  - Maastricht - Eijsden (voor NS uitgevoerd door NMBS)
- Eén lijn die geen onderdeel is van een langeafstandsverbinding, maar waar wel intercity's rijden:
  - Woerden - Leiden

Per 1 december 2012 is de Hanzelijn aan het hoofdrailnet toegevoegd.
Per 1 januari 2015 is de HSL-lijn Schiphol - Breda toegevoegd aan het hoofdrailnet.
De indeling gaat uit van het fysieke spoornet en niet van treinsoorten. Er zijn dus geen trajecten waar alleen de intercity's tot het hoofdrailnet behoren en de stoptreinen niet.
De scheiding van het Nederlandse net van hoofdspoorwegen voor personenvervoer in een hoofdrailnet enerzijds en gedecentraliseerde treindiensten (vóór indeling in een regio: contractsectortreindienst) anderzijds is ontstaan na de verzelfstandiging van de NS toen het Ministerie van Verkeer en Waterstaat, op basis van onderzoek door adviesbureau McKinsey en NS, 30 lijnen heeft aangemerkt als onrendabel. De andere, rendabele lijnen vormden het hoofdrailnet. Dit hoeft niet meer op te gaan.

## Decentralisatie en centralisatie
De lijn Arnhem - Doetinchem hoorde aanvankelijk tot het hoofdrailnet, maar is later alsnog gedecentraliseerd. De spoorlijn Groningen - Leeuwarden was een contractsectorlijn, maar het ministerie van Verkeer en Waterstaat heeft de lijn in 2006 gedecentraliseerd omdat de provincies Groningen en Friesland alle regionale treindiensten gezamenlijk gingen aanbesteden. Al sinds 1999 wordt de treindienst op deze lijn door Arriva (tot december 2005 onder de naam NoordNed) uitgevoerd omdat NS anders in het noorden van het land een eilandbedrijf met dieseltractie zou hebben. Aanvankelijk was Groningen - Leeuwarden een hoofdrailnetlijn. Door het bovengenoemde eilandbedrijf was het van 1999 tot 2006 een contractsectorlijn.
Leiden - Woerden, Weesp - Lelystad, Utrecht - Rhenen, Utrecht - Baarn en Zaandam - Enkhuizen waren aanvankelijk contractsectorlijnen, maar zijn later toch aan het hoofdrailnet toegevoegd. In 2005 zijn Alkmaar - Den Helder, Alkmaar - Hoorn, Haarlem - Uitgeest en Haarlem - Zandvoort aan het hoofdrailnet toegevoegd. De lijn Zwolle - Wierden is per 14 december 2014 afgesplitst van het hoofdrailnet en overgedragen aan de provincie Overijssel.

## Concessies
De concessie houdt het recht in om op het hoofdrailnet treindiensten te exploiteren. Dit recht is exclusief (andere vervoerders mogen hier geen treindiensten exploiteren) behoudens internationale treinen en kleine overlaps met andere spoorlijnen; een wat grotere overlap is van Amsterdam Centraal tot voorbij Schiphol, waar Intercity direct ook rijdt. De concessie houdt tevens de plicht in om voldoende treindiensten te leveren tegen niet te hoge prijzen. De intercity's naar Berlijn vallen onder de concessie (ze dragen bij aan het leveren van voldoende treindiensten op deze trajecten en er is geen toeslag verschuldigd). Op het traject Amsterdam Centraal - Schiphol moeten voldoende treindiensten geleverd worden, los van die van Intercity direct.

### Concessie 2005-2015
Tot het jaar 2005 sloot de minister van Verkeer en Waterstaat elk jaar een tijdelijk contract af met NS (overgangscontract II). Per 1 januari 2005 is de vervoerconcessie HRN van kracht op basis van de nieuwe Concessiewet personenvervoer per trein, die artikel 69b (nu 67) toevoegt aan de Wet personenvervoer 2000. Dit artikel bepaalt dat de concessie voor het hoofdrailnet tot 1 januari 2015 aan de Nederlandse Spoorwegen verleend wordt.
Tot en met 2008 was de concessie gratis, sinds 2009 betaalt NS per jaar een geleidelijk oplopend bedrag aan het Ministerie van Verkeer en Waterstaat. Er komt een registratie- en monitoringssysteem dat onder andere vaststelt wie er in welke mate verantwoordelijk is voor vertragingen en andere verstoringen. Hierdoor krijgt het ministerie een nauwkeuriger beeld van de prestaties van ProRail en NS en wordt het ook mogelijk om beide bedrijven op die prestaties aan te sturen (outputsturing).
Op 5 oktober 2004 ging de Tweede Kamer niet akkoord met de voorgestelde HRN-concessie, omdat minister Karla Peijs te weinig van de NS zou vragen. Op 1 december 2004 werd bekend dat Peijs de eisen alsnog gaat aanscherpen op het gebied van zitplaatsgarantie, veiligheid en kortingsmogelijkheden voor ouderen. Ook wil de minister dat het vervoersaanbod buiten de Randstad op peil blijft. Toch ging de meerderheid van de Tweede Kamer op 16 december niet akkoord. Peijs kwam op 20 december 2004 de Tweede Kamer tegemoet door te stellen dat de NS de minimale punctualiteit van 89% al in 2007 dient te bereiken in plaats van 2008.
Op dinsdag 19 april 2005 ondertekende staatssecretaris Melanie Schultz van Haegen de concessie. Het vervoerscontract trad met terugwerkende kracht op 1 januari 2005 in werking.

### Concessie 2015-2025
De minister van Infrastructuur en Milieu heeft de concessie voor het hoofdrailnet 2015-2025 onderhands gegund aan NS, met dien verstande dat de stoptreindiensten op vijf lijnen hier niet toe behoren, maar worden aanbesteed, zie onder. De concessie omvat ook het verrichten van bepaalde internationale treindiensten via Roosendaal en via de HSL-Zuid.
Voor het gebruik van de HSL-Zuid betalen de vervoerders samen een gebruiksvergoeding (reguliere gebruiksvergoeding plus HSL-heffing) van € 62,2 miljoen in 2015, dat naar rato van verbruik verdeeld wordt over de vervoerders. Formeel is NS de enige vervoerder (namelijk ook optredend voor Thalys), dus NS betaalt het hele bedrag, maar verrekent met Thalys het Thalysdeel. Voor de rest van het spoor (behalve voor treinen die van de HSL gebruikmaken, op de aansluitende trajecten naar Amsterdam Centraal en Breda) betaalt NS € 80 miljoen per jaar, plus de reguliere gebruiksvergoeding. 
De minister stelde eerder dat als er eventueel meerdere vervoerders op dezelfde spoorlijn actief worden, reizigers niet geconfronteerd mogen worden met een frequentie-effect, omdat ze bijvoorbeeld vanwege verschillende abonnementen niet meer iedere trein kunnen pakken die zich aandient.
De voorwaarden voor de concessie zijn onder andere:
Minimaal twee stoptreinen, ook buiten de spits op de volgende trajecten:
- Breda - Lage Zwaluwe
- Roosendaal - Lage Zwaluwe
- Ede-Wageningen - Arnhem
- Meppel - Leeuwarden
- Sittard - Heerlen

De concessie is dynamischer gemaakt, in de zin dat verdergaande decentralisatie gedurende de concessieduur mogelijk is.
Zie ook het nachtnet in de hoofdrailnetconcesie.

#### Toilet
De voorwaarden voor de concessie zijn onder andere:
- In elke intercity is een toilet.
- In elke stoptrein waarin meer dan een derde van de reizigers langer dan 30 minuten reist is een toilet.
- Elke nieuwe trein die wordt besteld heeft een toilet.
- vóór 2025 is er in elke trein een toilet

De eis van een toilet in elke trein zou niet uitsluiten dat de trein bestaat uit meerdere treinstellen die niet allemaal over een toilet beschikken; men zou daar dan bij het instappen op moeten letten, of bij een station moeten overstappen op een ander deel van de trein. Anderzijds wordt in de brief van de minister gesuggereerd dat met "trein" treinstel wordt bedoeld: "Dan moet dus in alle Sprinters (SLT) zonder toilet alsnog een toilet zijn ingebouwd. Het betreft 131 Sprinters zonder toilet". Per 12 december 2021 waren alle NS treinstellen, zowel Sprinters als Intercity's, voorzien van een toilet.

#### Aanbesteding van enkele stoptreindiensten
De stoptreindiensten op de baanvakken Roermond – Maastricht Randwyck en Sittard – Heerlen vallen niet onder de concessie van NS en worden uitgevoerd door Arriva.
De regering overweegt de stoptreindiensten op nog drie lijnen aan te besteden.
Locov is hier tegen zolang het door de commissie Meijdam voorgestelde systeem van vervoerder-overstijgend in- en uitchecken nog niet is ingevoerd. Het vindt dat bij het huidige systeem het opereren van verschillende vervoerders extra kosten en ongemak voor de reizigers oplevert, wat deels nog erger wordt als dit op hetzelfde traject gaat gebeuren. Als bijvoorbeeld de Intercity vertraagd is moet men de stoptrein kunnen nemen, maar met het huidige systeem zou men, als men al heeft ingecheckt bij NS, weer uit moeten checken bij NS en vervolgens inchecken bij de andere vervoerder.

#### Geschiedenis
De Federatie Mobiliteitsbedrijven Nederland (FMN) heeft een plan ingediend, Het Nieuwe Spoorplan.
De aparte, eerder geldende Vervoerconcessie voor het hogesnelheidsnet is ingetrokken.

## Treinseries
Treinseries over het hoofdrailnet:
| Serie      | Treinsoort                    | Route | Bijzonderheden |
| ---------- | ----------------------------- | --- | --- |
| 500        | Intercity (NS)                | Den Haag Centraal – Gouda – Utrecht Centraal – Amersfoort Centraal – Zwolle – Assen – Groningen | |
| 600        | Intercity (NS)                | Leeuwarden – Meppel – Zwolle – Amersfoort Centraal – Utrecht Centraal – Gouda – Den Haag Centraal | |
| 700        | Intercity (NS)                | Schiphol Airport – Amsterdam Zuid – Almere Centrum – Lelystad Centrum – Zwolle – Assen – Groningen | Vormt tussen Schiphol Airport en Zwolle een halfuurdienst met serie 800. Vormt tussen Zwolle en Groningen een halfuurdienst met serie 500. Sommige treinen tussen Zwolle en Groningen stoppen op alle stations. (alleen 's morgens vroeg en 's avonds laat)                                                                    |
| 800        | Intercity (NS)                | Schiphol Airport – Amsterdam Zuid – Almere Centrum – Lelystad Centrum – Zwolle – Meppel – Leeuwarden | Vormt een halfuurdienst tussen Schiphol Airport en Zwolle met serie 700 en tussen Zwolle en Leeuwarden met serie 600. Sommige treinen tussen Zwolle en Leeuwarden stoppen op alle stations. (alleen 's morgens vroeg en 's avonds laat).                                                                                       |
| 1100       | Intercity (NS)                | Den Haag Centraal – Den Haag HS – Delft – Rotterdam Centraal – Breda – Tilburg – Eindhoven Centraal | Via HSL. Stopt niet in Schiedam Centrum en Rotterdam Blaak. |
| 1400       | Intercity (NS)                | Utrecht Centraal – Amsterdam Centraal – Schiphol Airport – Den Haag HS – Rotterdam Centraal | Nachtnet. In beide richtingen stopt de eerste trein (in beide richtingen rond 1:30 uur) op Amsterdam Bijlmer ArenA. In de nacht van dinsdag op woensdag zijn er werkzaamheden aan de Westtak. Deze serie stopt dan niet op Schiphol Airport. Dat station wordt dan bediend door intercity 11400.                               |
| 1500       | Intercity (NS)                | Amsterdam Centraal – Hilversum – Amersfoort Centraal – Apeldoorn – Deventer | Rijdt op werkdagen tijdens de spits van/naar Deventer. Tussen de spitsen is dat 1x per 2 uur. Rijdt in het weekend enkele ritten van/naar Deventer. |
| 1600       | Intercity (NS)                | Schiphol Airport – Amsterdam Zuid – Duivendrecht – Hilversum – Amersfoort Centraal – Apeldoorn – Deventer – Almelo – Hengelo – Enschede                                                                    | Opgeheven per dienstregeling 2025. |
| 1700       | Intercity (NS)                | Den Haag Centraal – Gouda – Utrecht Centraal – Amersfoort Centraal – Apeldoorn – Deventer – Almelo – Hengelo – Enschede                                                                                    | Rijdt na 20:00 uur tussen Enschede en Utrecht Centraal en rijdt dan vanaf Utrecht Centraal door als Intercity 2800 naar Rotterdam Centraal. |
| 1800       | Intercity direct (NS)         | Breda – Rotterdam Centraal – Schiphol Airport – Amsterdam Zuid – Duivendrecht – Hilversum – Amersfoort Centraal – Amersfoort Schothorst                                                                    | Via HSL. Rijdt na circa 20:00, op zaterdagochtend tot 9:00 en op zondagochtend tot 9:30 niet tussen Breda en Rotterdam Centraal. |
| 2000       | Intercity (NS)                | Rotterdam Centraal – Gouda – Utrecht Centraal | Rijdt tot circa 20:30. Op zaterdagochtend start deze serie op rond 10:00 en op zondagochtend rond 11:00. |
| 2100       | Intercity (NS)                | Amsterdam Centraal – Haarlem – Leiden Centraal – Den Haag Centraal | rijdt niet na 22.00 behalve op vrijdag en zaterdag |
| 2200       | Intercity (NS)                | Amsterdam Centraal – Amsterdam Sloterdijk – Haarlem – Leiden Centraal – Den Haag HS – Delft – Schiedam Centrum – Rotterdam Centraal – Dordrecht – Roosendaal – Vlissingen                                  | Rijdt op weekdagen overdag 1x/uur en vormt een halfuurdienst met series 2300 (tussen Amsterdam Centraal en Roosendaal) en 6500 (tussen Roosendaal en Vlissingen). 's Avonds en in het weekend rijdt deze serie 2x/uur. |
| 2400       | Intercity direct (NS)         | Lelystad Centrum – Almere Buiten – Almere Centrum – Amsterdam Zuid – Schiphol Airport – Rotterdam Centraal                                                                                                 | Via HSL. Wordt na 20:00 uur en op zondag vervangen door Intercity direct 12400 die enkel tussen Amsterdam Zuid en Rotterdam Centraal rijdt. Vormt een halfuursdienst met Eurocity direct 9500. Rijdt tot 8:00 richting Lelystad twee maal per uur ter vervanging van de Eurocity direct 9500.                                  |
| 2600       | Intercity (NS)                | Almere Centrum – Amsterdam Centraal | |
| 2800       | Intercity (NS)                | Rotterdam Centraal – Gouda – Utrecht Centraal | s Avonds na circa 21:00, op zaterdagochtend tot circa 9:00 en op zondagochtend tot circa 11:00 rijdt deze serie vanaf Utrecht Centraal door als Intercity 1700 naar Enschede. |
| 2900       | Intercity (NS)                | Enkhuizen – Hoorn – Amsterdam Centraal – Utrecht Centraal – 's-Hertogenbosch – Eindhoven Centraal – Weert – Roermond – Sittard – Maastricht                                                                | Rijdt van maandag t/m donderdag in de vroege ochtend en in de avonduren en rijdt van vrijdag t/m zondag de hele dag en vervangt dan Intercity 3900 tussen Enkhuizen en Amsterdam Centraal en intercity 2700 tussen Amsterdam Centraal en Maastricht.                                                                           |
| 3000       | Intercity (NS)                | Nijmegen – Arnhem Centraal – Ede-Wageningen – Veenendaal-De Klomp – Driebergen-Zeist – Utrecht Centraal – Amsterdam Centraal – Zaandam – Alkmaar – Den Helder                                              | Veenendaal-De Klomp wordt alleen na 19:00 bediend door deze serie. |
| 3100       | Intercity (NS)                | Den Haag Centraal – Leiden Centraal – Schiphol Airport – Amsterdam Bijlmer ArenA – Utrecht Centraal – Veenendaal-De Klomp – Ede-Wageningen – Arnhem Centraal – Nijmegen                                    | Rijdt na circa 22:30, zaterdagochtend tot circa 9:00 en op zondagochtend tot circa 10:00 niet tussen Nijmegen en Utrecht Centraal v.v. Stopt alleen van vrijdag t/m zondag tot circa 19:00 te Veenendaal-De Klomp. |
| 3200       | Intercity (NS)                | Arnhem Centraal – Ede-Wageningen – Utrecht Centraal – Amsterdam Zuid – Schiphol Airport – Leiden Centraal – Den Haag HS – Delft – Rotterdam Centraal                                                       | Stopt niet te Schiedam Centrum. Rijdt alleen van maandag tot en met donderdag tot circa 19:00. |
| 3300       | Sprinter (NS)                 | (Den Haag Centraal – Leiden Centraal – )Hoofddorp – Schiphol Airport – Zaandam – Purmerend – Hoorn – (Hoorn Kersenboogerd)                                                                                 | Opgeheven per dienstregeling 2025. |
| 3500       | Intercity (NS)                | Dordrecht – Rotterdam Centraal – Schiedam Centrum – Delft – Den Haag HS – Leiden Centraal – Schiphol Airport – Amsterdam Zuid – Utrecht Centraal – 's-Hertogenbosch – Eindhoven Centraal – Helmond – Venlo | Rijdt na circa 22:30, op zaterdagochtend tot circa 9:00 en op zondagochtend tot circa 10:00 niet tussen Dordrecht en Utrecht Centraal v.v. |
| 3600       | Intercity (NS)                | Roosendaal – Breda – Tilburg – 's-Hertogenbosch – Nijmegen – Arnhem Centraal – Dieren – Zutphen – Deventer – Zwolle                                                                                        | |
| 3700       | Intercity (NS)                | Amsterdam Centraal – Purmerend – Hoorn – Enkhuizen | Stopt niet in Zaandam. Rijdt alleen in de spits in de spitsrichting, rijdt niet op vrijdag. |
| 3900       | Intercity (NS)                | Enkhuizen – Hoorn – Amsterdam Centraal – Utrecht Centraal – 's-Hertogenbosch – Eindhoven Centraal – Weert – Roermond – Sittard – Heerlen                                                                   | Stopt niet in Zaandam. Rijdt in de avonduren en van vrijdag t/m zondag de hele dag enkel tussen Eindhoven Centraal en Heerlen. Wordt in de avonduren en van vrijdag t/m zondag de hele dag vervangen door intercity 2900. Rijdt van maandag t/m donderdag in de avonduren enkel tussen Sittard en Heerlen en rijdt dan 1x/uur. |
| 4000       | Sprinter (NS)                 | Uitgeest – Zaandam – Amsterdam Centraal – Breukelen – Woerden – Gouda – Rotterdam Centraal | |
| 4300       | Sprinter (NS)                 | Den Haag Centraal – Leiden Centraal – Schiphol Airport – Amsterdam Zuid – Weesp – Almere Centrum – Almere Buiten – Almere Oostvaarders – Lelystad Centrum                                                  | |
| 4400       | Sprinter (NS)                 | Oss – 's-Hertogenbosch – Eindhoven Centraal – Helmond – Deurne | Rijdt in de ochtendspits van maandag t/m donderdag twee ritten van/naar Oss, waarbij richting Oss non-stop wordt gereden tussen 's-Hertogenbosch en Oss. |
| 4500       | Intercity (NS)                | Amsterdam Centraal – Hoorn – Enkhuizen | Opgeheven per dienstregeling 2025. |
| 4600       | Sprinter (NS)                 | Amsterdam Centraal – Weesp – Almere Centrum – Almere Buiten – Almere Oostvaarders | Rijdt niet na circa 20:00 uur, op zaterdag voor circa 9:00 uur en op zondag voor circa 10:00 uur. |
| 4800       | Sprinter (NS)                 | Amsterdam Centraal – Haarlem – Alkmaar – Hoorn | Rijdt vanaf 20:00 uur één keer per uur tussen Alkmaar en Hoorn. |
| 4900       | Sprinter (NS)                 | Utrecht Centraal – Hilversum – Almere Centrum | Stopt niet in Hilversum Media Park en Bussum Zuid. Stopt van maandag t/m vrijdag tussen circa 6:30 en 20:00 uur, op zaterdag tussen circa 10:00 en 20:00 uur en op zondag tussen circa 11:00 en 20:00 uur niet te Hollandsche Rading.                                                                                          |
| 5000       | Sprinter (NS)                 | Den Haag Centraal – Den Haag HS – Delft – Schiedam Centrum – Rotterdam Centraal – Rotterdam Blaak – Rotterdam Lombardijen – Dordrecht                                                                      | Rijdt niet na 20:00 uur en in het weekend. |
| 5100       | Sprinter (NS)                 | Den Haag Centraal – Den Haag HS – Delft – Schiedam Centrum – Rotterdam Centraal – Rotterdam Blaak – Rotterdam Lombardijen – Dordrecht                                                                      | |
| 5400       | Sprinter (NS)                 | Amsterdam Centraal – Haarlem – Zandvoort aan Zee | Wordt 's avonds na 20:00 en in het weekend niet tussen Amsterdam Centraal en Haarlem v.v. gereden. |
| 5500       | Sprinter (NS)                 | Utrecht Centraal – Den Dolder – Baarn | Rijdt 's avonds en in het weekend 1x per uur. |
| 5600       | Sprinter (NS)                 | Utrecht Centraal – Utrecht Overvecht – Amersfoort Centraal – Zwolle | |
| 5700       | Sprinter (NS)                 | Utrecht Centraal – Hilversum – Weesp – Amsterdam Zuid – Schiphol Airport – Hoofddorp – Leiden Centraal | Rijdt niet na 20:00 uur. Rijdt vrijdag en in het weekend niet tussen Hoofddorp en Leiden Centraal. |
| 5800       | Sprinter (NS)                 | Amersfoort Vathorst – Amersfoort Centraal – Hilversum – Weesp – Amsterdam Centraal | Rijdt in de vroege ochtend en na 22:30 uur niet tussen Amersfoort Vathorst en Amersfoort Centraal. |
| 5900       | Sprinter (NS)                 | Dordrecht – Roosendaal | Rijdt na 20:00 uur en in het weekend 1x/uur. |
| 6000       | Sprinter (NS)                 | Den Haag Centraal – Gouda – Utrecht Centraal – Geldermalsen – 's-Hertogenbosch | Rijdt alleen na 18:00 uur en van vrijdag t/m zondag. |
| 6100       | Sprinter (NS)                 | Zwolle – Meppel – Assen – Groningen | |
| 6300       | Sprinter (NS)                 | (Den Haag Centraal – ) Leiden Centraal – Heemstede-Aerdenhout – Haarlem | Rijdt na 20:00 uur en op vrijdag en in het weekend tussen Leiden Centraal en Haarlem. |
| 6400       | Sprinter (NS)                 | Tilburg Universiteit – Tilburg – Eindhoven Centraal – (Weert) | Rijdt tussen 20:00 en 22:00 uur en op zondag 1x/uur tussen Eindhoven Centraal en Weert. Rijdt na 22:00 uur 1x/uur op het hele traject. |
| 6600       | Sprinter (NS)                 | Dordrecht – Breda – Tilburg – 's-Hertogenbosch – Nijmegen – Arnhem Centraal | Rijdt alleen doordeweeks tot 19:00 uur tussen Nijmegen en Arnhem Centraal v.v. |
| 6800       | Sprinter (NS)                 | Den Haag Centraal – Gouda – Gouda Goverwelle | Rijdt alleen tijdens de spits van maandag t/m donderdag. |
| 6900       | Sprinter (NS)                 | Den Haag Centraal – Gouda – Utrecht Centraal – Geldermalsen – Tiel | Rijdt alleen van maandag t/m donderdag tot 18:00 uur. |
| 7000       | Sprinter (NS)                 | Apeldoorn – Deventer – Almelo – Hengelo – Enschede | Rijdt in de spits van/naar Enschede |
| 7300       | Sprinter (NS)                 | Breukelen – Utrecht Centraal – Driebergen-Zeist – Veenendaal Centrum – Rhenen | |
| 7400       | Sprinter (NS)                 | Uitgeest – Zaandam – Amsterdam Centraal – Breukelen – Utrecht Centraal – Driebergen-Zeist | Rijdt alleen tijdens de brede spitsuren, waarbij net na de ochtendspits en net vóór de middagspits enkel tussen Uitgeest en Utrecht Centraal v.v. wordt gereden. |
| 7500       | Sprinter (NS)                 | Ede-Wageningen – Arnhem Centraal | |
| 7600       | Sprinter (NS)                 | Wijchen – Nijmegen – Arnhem Centraal – Dieren – Zutphen | 's Avonds na 20:00 uur en op zondag wordt er niet tussen Nijmegen en Wijchen v.v. gereden en wordt 1x per uur gereden tussen Arnhem Centraal en Zutphen v.v. |
| 8100       | Sprinter (NS)                 | Hoofddorp – Schiphol Airport – Amsterdam Sloterdijk – Amsterdam Centraal | Rijdt onder de formule Airport Sprinter. |
| 8800       | Sprinter (NS)                 | Leiden Centraal – Alphen a/d Rijn – Woerden – Utrecht Centraal – Geldermalsen – 's-Hertogenbosch | Rijdt alleen van maandag t/m donderdag tot 18:00 uur. Rijdt non-stop tussen Woerden en Utrecht Centraal. |
| 8900       | Sprinter (NS)                 | (Leiden Centraal – Alphen a/d Rijn – )Woerden – Utrecht Centraal | Rijdt niet in het weekend en na 20.00 uur. Rijdt alleen van maandag t/m vrijdag in de spitsuren van/naar Leiden Centraal en vormt dan tussen Leiden Centraal en Woerden een kwartierdienst met serie 8800. |
| 9000       | Sprinter (NS)                 | Leeuwarden – Meppel – Zwolle – Lelystad Centrum | Rijdt na 20:00 uur en in het weekend 1x/uur tussen Leeuwarden en Zwolle. Rijdt na 21:00 uur 1x/uur op het hele traject. |
| 9200 IC 35 | EuroCity, Beneluxtrein (NMBS) | Rotterdam Centraal – Breda – Noorderkempen – Antwerpen-Centraal – Mechelen – Brussels Airport-Zaventem – Brussel-Noord – Brussel-Centraal – Brussel-Zuid                                                   | Via HSL Schiphol - Antwerpen. |
| 11400      | Intercity (NS)                | Leiden Centraal – Schiphol Airport – Amsterdam Bijlmer ArenA | Nachtnet. Rijdt alleen in de nachten volgend op dinsdag en woensdag |
| 11600      | Intercity (NS)                | Schiphol Airport – Amsterdam Zuid – Duivendrecht – Hilversum – Amersfoort Centraal – Amersfoort Schothorst                                                                                                 | Opgeheven per dienstregeling 2025. |
| 11700      | Intercity (NS)                | Amersfoort Schothorst – Amersfoort Centraal – Utrecht Centraal – Gouda – Den Haag Centraal | Opgeheven per dienstregeling 2025. |
| 12200      | Intercity (NS)                | Roosendaal – Bergen op Zoom – Goes – Middelburg – Vlissingen | Eén rit in de ochtend richting Vlissingen. Rijdt niet op zondag. |
| 12600      | Intercity (NS)                | Groningen – Assen – Zwolle – Lelystad Centrum – Almere Centrum – Amsterdam Centraal | Opgeheven per dienstregeling 2025. |
| 13500      | Intercity (NS)                | Eindhoven Centraal – Helmond – Venlo | Rijdt alleen 's morgens vroeg en 's avonds laat als treinserie 3500 niet rijdt. |
| 13900      | Intercity (NS)                | Eindhoven Centraal – Weert – Roermond – Sittard – Heerlen | Rijdt enkel van vrijdag t/m zondag. Rijdt in de vroege ochtend en late avond alleen 1x per uur tussen Sittard en Heerlen v.v. Wordt doordeweeks overdag gereden door serie 3900. |
| 14000      | Sprinter (NS)                 | Utrecht Centraal – Gouda – Rotterdam Centraal | Opgeheven per dienstregeling 2025. |
| 14400      | Sprinter (NS)                 | Eindhoven Centraal – Helmond – Deurne | Rijdt alleen op woensdag- en donderdagavond na 23:00 als vervanging van sprinter 4400 en alleen richting Deurne. |
| 14900      | Sprinter (NS)                 | Almere Centrum – Hilversum – Utrecht Centraal | Opgeheven per dienstregeling 2025. |
| 16400      | Sprinter (NS)                 | Eindhoven Centraal – Weert | Opgeheven per dienstregeling 2025. |
| 21400      | Intercity (NS)                | Eindhoven Centraal – Utrecht Centraal | Nachtnet. Rijdt alleen in de nachten volgend op vrijdag en zaterdag. |
| 22400      | Intercity (NS)                | Utrecht Centraal – Amersfoort Centraal | Opgeheven per dienstregeling 2025. |
| 23400      | Intercity (NS)                | Utrecht Centraal – Driebergen-Zeist – Veenendaal-De Klomp – Ede-Wageningen – Arnhem Centraal – Elst – Nijmegen                                                                                             | Opgeheven per dienstregeling 2025. |
| 24400      | Intercity (NS)                | Amsterdam Bijlmer ArenA – Schiphol Airport – Leiden Centraal | Opgeheven per dienstregeling 2025. |
| 28300      | Sprinter (NS)                 | Utrecht Centraal – Utrecht Overvecht – Utrecht Maliebaan | Trein naar het Spoorwegmuseum, alleen als dit open is (niet op maandag, behalve tijdens de schoolvakanties) |

en een gedeelte van elk van de volgende diensten:
| Serie          | Treinsoort                                    | Route | Bijzonderheden                                               |
| -------------- | --------------------------------------------- | --- | ------------------------------------------------------------ |
| 100 ICE 43     | Intercity-Express (NS International)          | Amsterdam Centraal – Utrecht Centraal – Arnhem Centraal – Oberhausen Hbf – Duisburg Hbf – Düsseldorf Hbf ] / [ Hannover Hbf – Minden (Westf) – Herford – Bielefeld Hbf – Gütersloh Hbf – Hamm (Westf) – Hagen Hbf – Wuppertal Hbf ] – Köln Hbf – Siegburg/Bonn – Frankfurt (Main) Flughafen Fernbahnhof – Mannheim Hbf – Karlsruhe Hbf – Offenburg – Freiburg (Breisgau) Hbf – Basel Bad Bf – Basel SBB | Eén keer per dag tussen Amsterdam en Basel.                  |
| 120/220 ICE 78 | Intercity-Express (NS International)          | Amsterdam Centraal – Utrecht Centraal – Arnhem Centraal – Oberhausen Hbf – Duisburg Hbf – Düsseldorf Hbf – Köln Hbf – Frankfurt (Main) Flughafen Fernbahnhof – Frankfurt (Main) Hbf | Wordt aangevuld door de serie 100 / ICE 43.                  |
| 140/240 IC 77  | Intercity (NS International / DB Fernverkehr) | Amsterdam Centraal – Hilversum – Amersfoort Centraal – Apeldoorn – Deventer – Hengelo – Bad Bentheim – Rheine – Osnabrück Hbf – Bünde (Westf) – Hannover Hbf – Berlin-Spandau – Berlin Hbf – Berlin Ostbahnhof | Stopt niet in Almelo. Rijdt elke twee uur.                   |
| S 32 2550      | S-trein Antwerpen (NMBS)                      | Puurs – Antwerpen-Centraal – Essen – Roosendaal |                                                              |
| S 43 5300      | S-trein Luik (NMBS)                           | Maastricht – Wezet – Luik-Guillemins – Tongeren – Diepenbeek – Hasselt | Rijdt in het weekend niet tussen Luik-Guillemins en Hasselt. |

## ETMET
NS heeft samen met de andere spoorsectorpartijen onderzocht hoe hoogfrequente treindiensten zijn te realiseren, ook wel aangeduid als Elke Tien Minuten Een Trein (ETMET), spoorboekloos rijden of tienminutentrein. Er is geëxperimenteerd op de trajecten Eindhoven - Amsterdam en Geldermalsen - Utrecht. De ETMET-plannen zijn onderdeel van het Programma Hoofdfrequent Spoorvervoer (PHS).
De plannen voor 2020 waren gericht op invoering van ETMET op de volgende verbindingen:
- Eindhoven - Utrecht Centraal - Amsterdam Centraal - Alkmaar waarvan 4x Eindhoven - Alkmaar en 2x Eindhoven - Schiphol

- Nijmegen - Schiphol (intercity, excl. ICE Duitsland-Amsterdam) waarvan 2x naar Den Helder en 4x naar Schiphol zodat tussen Utrecht Centraal - Schiphol en tussen Utrecht Centraal - Amsterdam Centraal/Alkmaar een 10 minuten dienstregeling ontstaat.

- Arnhem Centraal - Nijmegen (intercity), bestaande uit 4x intercity uit Utrecht Centraal rijdend tot Nijmegen en 2x de intercity Breda - Zwolle

- Uitgeest - Amsterdam Centraal (sprinter)

- Den Haag Centraal - Almere Centrum (intercity)

- Geldermalsen - Woerden (sprinter)

- Dordrecht - Rotterdam Centraal (sprinter)

- Rotterdam Centraal - Schiphol Airport (intercity)

Op Den Haag HS - Dordrecht zullen er zelfs 8 intercity's per uur rijden door een combinatie van een kwartiersdienst op Amsterdam Centraal - Dordrecht (via Haarlem) en een kwartiersdienst op Den Haag Centraal - Eindhoven.
Door ETMET gaan sommige reizigers er ook op achteruit. Sommige overstappen worden slechter, in de huidige situatie wordt er ieder kwartier in Utrecht een relatief goede overstap geboden op de treinen naar Den Haag en Rotterdam en in Arnhem wordt er ieder kwartier een relatief goede overstap geboden op de treinen naar Doetinchem en Zutphen. Door de invoering van ETMET zou er maximaal 2 keer per uur een goede overstap geboden kunnen worden in Utrecht op de treinen naar Den Haag en Rotterdam en in Arnhem op de treinen naar Doetinchem en Zutphen, de overige overstappen worden dan fors langer, waardoor ook de effectieve reismogelijkheden tussen Doetinchem/Zutphen en Den Haag/Rotterdam gehalveerd worden (van 4 naar 2). Ook in Eindhoven ontstaan dan dezelfde problemen op de treinen naar Helmond.

## Vervoerbewijzen, tarieven en in- en uitchecken
De concessie bevat voorschriften voor toegestane tariefsverhogingen. Voor de jaren 2011 tot en met 2014 gaat het daarbij alleen om enkele reizen voltarief tweede klas. Bovendien moet er een propositie of regeling zijn waardoor een tweede klas reiziger:
1. Per kalenderjaar voor reizen tussen twee vaste stations (vice versa) nooit meer verschuldigd is dan 400 keer de enkele reisprijs tweede klas voltarief.
2. Per kalenderjaar nooit meer verschuldigd is dan 400 maal de tweede klas voltarief prijs van een enkele reis van 90 tariefeenheden.

NS kan aan deze voorwaarden voldoen door of proposities aan te bieden waarmee automatisch aan de voorwaarden wordt voldaan of een regeling te bieden waarmee een reiziger het meerdere kan terugvragen. Bij een regeling vormen de met de persoonlijke OV-chipkaart gemaakte reizen en het daarvoor in rekening gebrachte tarief de basis voor de mogelijke verrekening. Ten aanzien van voorwaarde a biedt NS het trajectabonnement. Bij bijvoorbeeld 48 tariefeenheden kost een enkele reis voltarief tweede klas € 8 en een jaartrajectabonnement tweede klas € 2405, dus lager dan het maximum van € 3200. Bovendien is het ook geldig op lijnen van NS buiten het hoofdrailnet en ook bij andere treinvervoerders. Ten aanzien van voorwaarde 2 biedt NS Altijd Vrij voor € 3540 (afgezien van de introductiekorting). Een enkele reis voltarief tweede klas voor 90 tariefeenheden kost € 13,90, dus de prijs van het abonnement is lager dan het maximum van € 5560. Bovendien is het ook geldig op lijnen van NS buiten het hoofdrailnet.
Ook modellen van vervoerbewijzen en in- en uitchecken worden in de concessie aan voorschriften gebonden.

## Bron
- Tweede Kamer wil hoofdspoor weer aan NS gunnen nu.nl, 30 november 2010

1. ↑  Kaart van het hoofdrailnet. Gearchiveerd op 31 juli 2023.
2. ↑  officielebekendmakingen.nl
3. ↑  officielebekendmakingen.nl
4. ↑  Veranderingen nieuwe hoofdrailconcessie op een rij. Gearchiveerd op 8 juni 2016.
5. ↑  officielebekendmakingen.nl
6. ↑  https://nieuws.ns.nl/per-dienstregeling-2022-alle-ns-sprinters-toegankelijk-en-voorzien-van-toilet/. Gearchiveerd op 1 juni 2023.
7. ↑  Kamerbrief van minister Schultz van Haegen (IenM) over de HSA-problematiek en beleidsvoornemen Hoofdrailnet. Gearchiveerd op 1 maart 2012. Geraadpleegd op 31 juli 2023.
8. ↑  Advies beleidsvoornemen concessie hoofdrailnet vanaf 2015
9. ↑  https://zoek.officielebekendmakingen.nl/blg-119989.pdf